# 三日月サンセット
「三日月サンセット」（みかづきサンセット）は、日本のロックバンド・サカナクションの楽曲。2007年のアルバム『GO TO THE FUTURE』で初収録された。

## 概要
本楽曲は、ボーカル・山口一郎が20歳の頃に作った曲であり、サカナクションの前身バンド・ダッチマンの時にも歌われていた曲である。
本楽曲を出した際に、FPMの田中知之や、妻夫木聡など、様々な人が反応してくれたという。山口は「無名の、北海道の田舎者が集まったバンドの曲を東京の人が感度よく反応してくれているというのは、ある種、メジャーっていうのは人に届ける手段としてはすごいことなんだなっていうのが分かったような曲ですね」と話した。
バンドの10周年を記念して企画されたランキングでは、第4位にランクインした。また、2018年8月に開催された「RISING SUN ROCK FESTIVAL 2018」のSUN STAGEでは、アンコール曲として歌われた。また、ミュージックビデオが制作されている。映像作家の森義仁が監督を務めた。